# Kahtla
Kahtla (Duits: Kjachtla) is een plaats in de Estlandse gemeente Saaremaa, provincie Saaremaa. De plaats heeft de status van dorp (Estisch: küla).
Tot in oktober 2017 lag Kahtla in de gemeente Laimjala. In die maand werd Laimjala bij de fusiegemeente Saaremaa gevoegd.

## Bevolking
Het dorp had 35 inwoners op 31 december 2011 en 37 inwoners op 31 december 2021.

## Ligging
Op het grondgebied van Kahtla ligt het themapark Asva Viking Village (Estisch: Asva Viikingite küla seikluspark), gewijd aan de geschiedenis en de cultuur van de Vikingen, die ook op Saaremaa nederzettingen hebben gehad. ‘Asva’ vanwege het buurdorp Asva.

## Geschiedenis
Kahtla werd voor het eerst genoemd in 1453 onder de naam Cachtel, een Wacke, een administratieve eenheid voor een groep boeren met gezamenlijke verplichtingen. In 1645 werd Kahtla onder de naam Kachtel genoemd als dorp. Tussen 1750 en 1756 werd op grond die eerder had toebehoord aan de landgoederen van Laimjala, Uuemõisa en Uue-Lõve een landgoed Kahtla gesticht, dat toebehoorde aan de Russische staat. Na de Grote Noordse Oorlog en de pestepidemieën die deze met zich meebracht was het gebied ontvolkt en lag het braak. Na 1920 ontstond op het voormalige landgoed het dorp Paeküla en rond 1939 rond de orthodoxe kerk het dorp Mäeküla. Beide dorpen werden in 1977 bij Kahtla gevoegd.
In 1848 kreeg Kahtla een Russisch-orthodoxe parochie. De orthodoxe kerk, gewijd aan Basilius van Caesarea, werd gebouwd in 1873. De architect was Heinrich Carl Scheel. De 32 meter hoge klokkentoren werd pas in 1912 aangebouwd. De kerk behoort tot de Estische Apostolisch-Orthodoxe Kerk. Bij de kerk ligt een kerkhof.
De plaatselijke school is de voortzetting van een parochieschool, die in 1850 door de orthodoxe parochie werd gesticht. De school is een gecombineerde kleuter- en basisschool.
Tussen 1977 en 1997 maakte het buurdorp Üüvere deel uit van Kahtla.

## Foto's

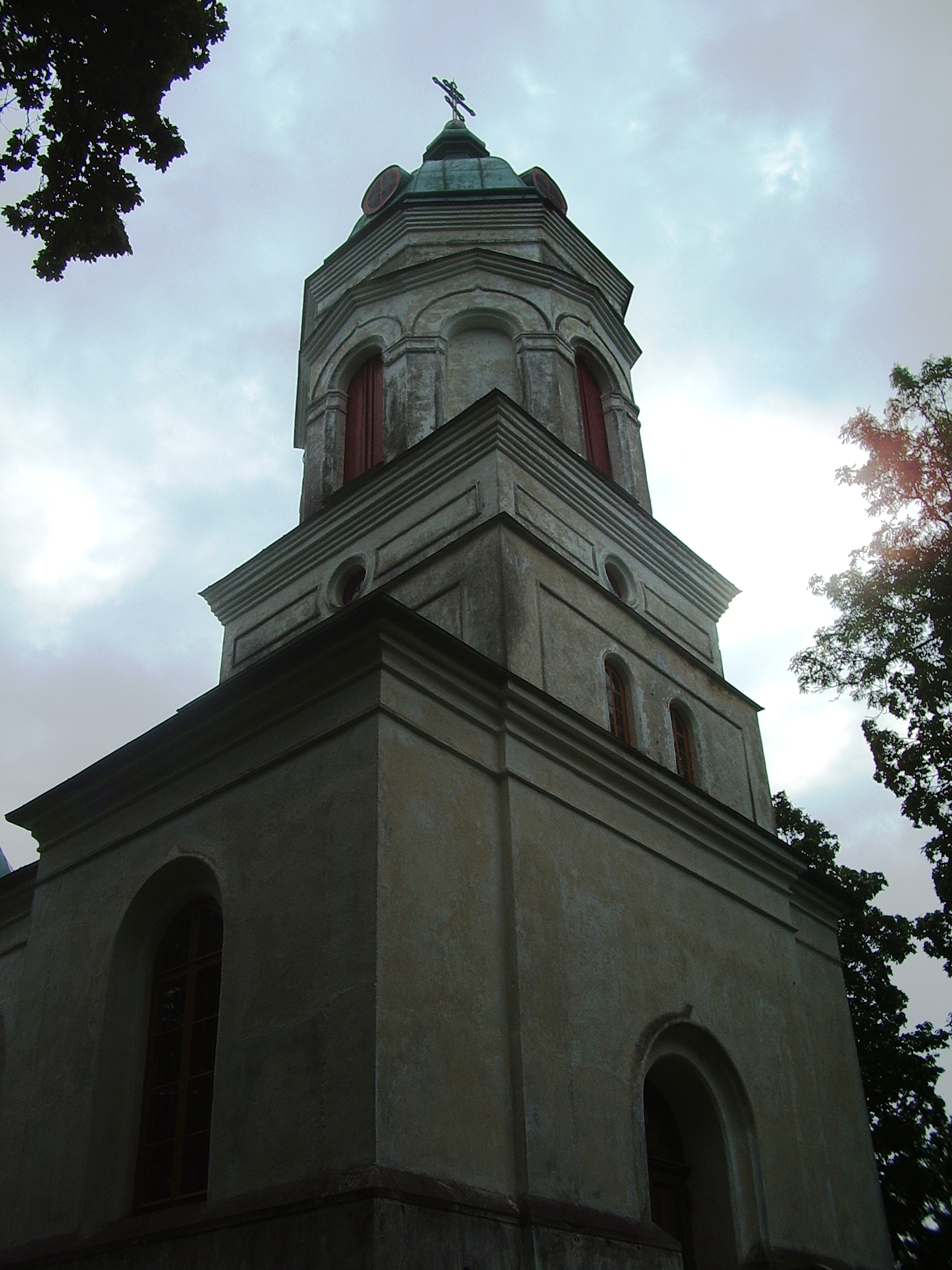
De kerk van Kahtla
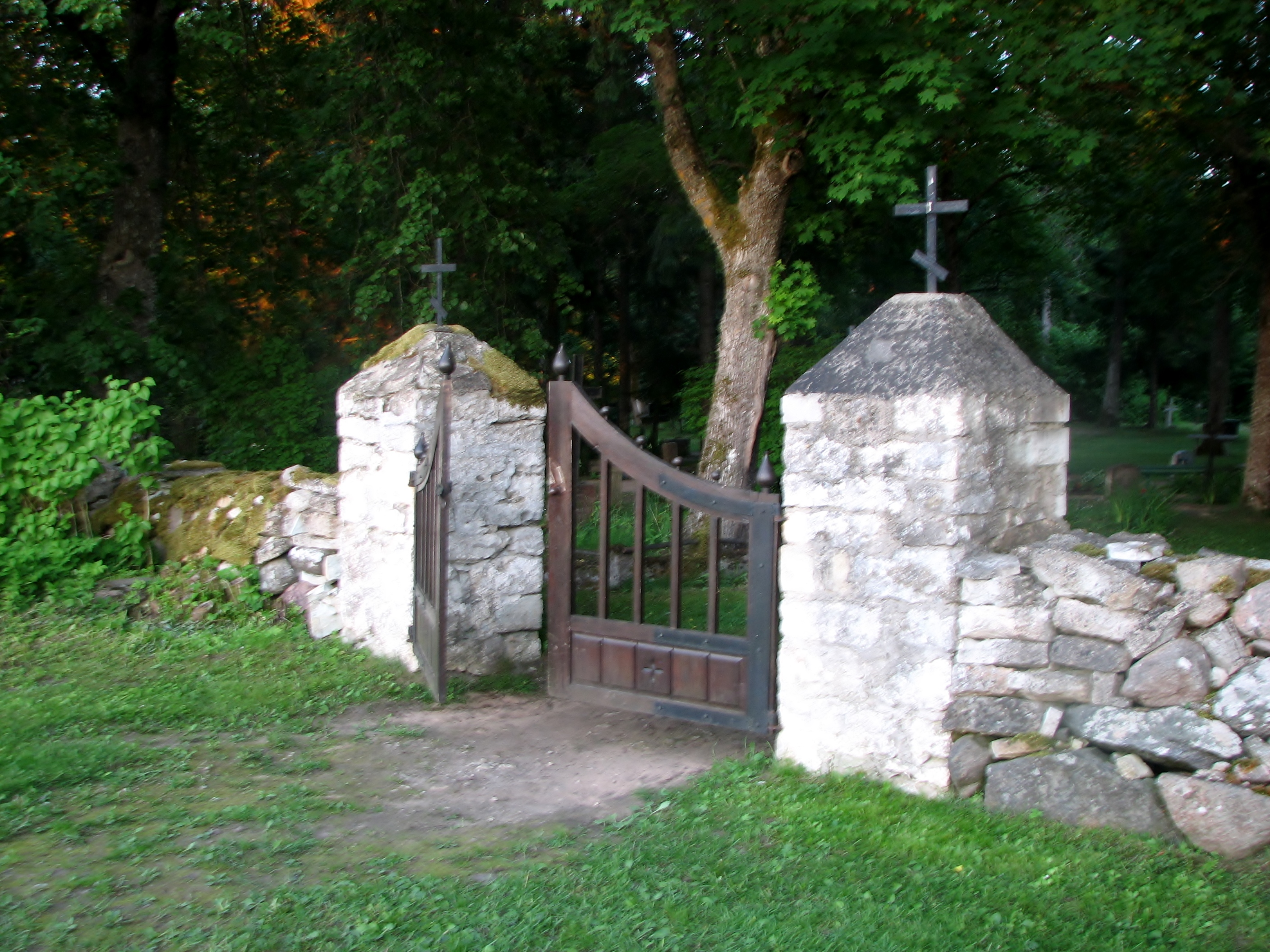
Ingang van het kerkhof
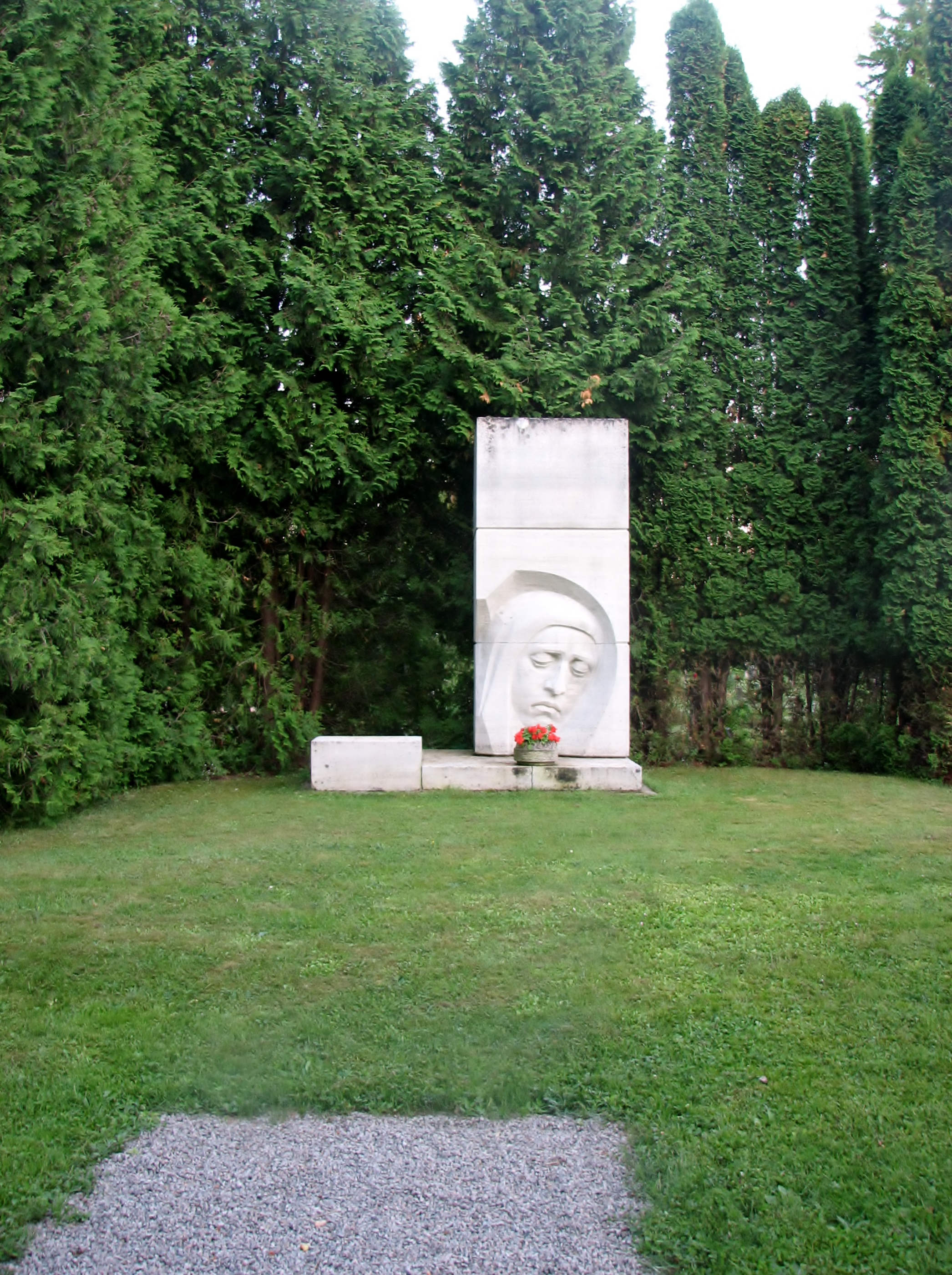
Collectief graf voor de slachtoffers van de Tweede Wereldoorlog op het kerkhof van Kahtla